# Nong Khaem
Nong Khaem (thailändisch หนองแขม) ist einer der 50 Khet (Bezirke) in Bangkok, der Hauptstadt von Thailand. Nong Khaem bildet einen Vorstadt-Distrikt im äußersten Westen des Stadtgebiets.

## Geographie
Die benachbarten Bezirke sind im Uhrzeigersinn von Norden aus: Thawi Watthana, Bang Khae, Bang Bon, Amphoe Krathum Baen der Provinz Samut Sakhon, Amphoe Sam Phran und Amphoe Phutthamonthon der Provinz Nakhon Pathom.

## Geschichte
Der Name des Bezirks besteht aus zwei Thai-Worten: Nong, welches Feuchtgebiet bedeutet, und Khaem mit der Bedeutung Schilfrohr (Phragmites karka), einer Pflanze, die beschreibt, wie die Umwelt in der Vergangenheit hier einmal ausgesehen hat.
Der Bezirk wurde als Amphoe Nong Khaem im Jahre 1902 eingerichtet. Im Jahr 1938 wurde er ein King Amphoe des Amphoe Phasi Charoen, um dann 20 Jahre später wiederum in den Status Amphoe erhoben zu werden. Durch die Verwaltungsreform von 1972 wurde er ein Khet von Bangkok. Im Jahre 1998 wurde der östliche Teil von Nong Khaem dem neu eingerichteten Bezirk von Bang Khae zugeschlagen.

## Sehenswürdigkeiten
- Schwertkampf-Schule Pudthaisawan an der Phet Kasem Road, gegründet 1957

## Fakten
- Am 15. Februar 1972 wurde die Thai President Foods gegründet, welche ab 1973 in einer Fabrik im Khet Nong Khang Phlu des Bezirks Nong Khaem die erste Instant-Nudelsuppe der heute weltbekannten Marke „MAMA“ herstellte[1]. Nachdem man in den Jahren 1982, 1983 und 1984 Auszeichnungen für „outstanding high quality food products“ einheimsen konnte, wurde die alte Fabrik in Nong Khaem zu klein. Man baute in Si Racha eine neue Fabrik, wo seit 1986 die komplette Produktpalette (unter anderem auch Brot und Kekse) hergestellt wird.

## Verwaltung
Der Bezirk ist in zwei Unterbezirke (Khwaeng) gegliedert:
| Nr. | Name Khwaeng    | Thai      | Einw.  |
| --- | --------------- | --------- | ------ |
| 1.  | Nong Khaem      | หนองแขม   | 75.588 |
| 2.  | Nong Khang Phlu | หนองค้างพลู | 76.289 |